# Frédéric Ier de Brême
Frédéric Ier (mort le 29 janvier 1123) est archevêque de Brême et de Hambourg de 1104 à 1123.

## Biographie
On sait peu de choses de sa vie avant qu'il devienne archevêque. Il viendrait d'une famille d'écoutètes ou de la maison de Lühe, famille noble de l'Altes Land.
Comme il n'a jamais eu de pallium durant son épiscopat, on suppose qu'il est un proche de l'empereur Henri IV.
Après qu'Adalbert n'a pas pu établir un patriarcat du nord de l'Allemagne comprenant un archidiocèse de Lund, Frédéric se concentre sur la colonisation. En 1113, il signe le premier document permettant l'assèchement des marais aux Hollandais, lançant ainsi la colonisation. Ses successeurs continueront la colonisation des marais de la Weser et l'Elbe jusqu'à Hambourg.

## Source, notes et références
- (de) Cet article est partiellement ou en totalité issu de l’article de Wikipédia en allemand intitulé « Friedrich I. von Bremen » (voir la liste des auteurs).
- (de) Erich Weise, « Friedrich I., Erzbischof von Bremen-Hamburg », dans Neue Deutsche Biographie (NDB), vol. 5, Berlin, Duncker & Humblot, 1961, p. 503 (original numérisé).